# زافاري
زافاري (بالإنجليزية: Zafari)‏ هو مسلسل تلفزيوني متحرك بالكومبيوتر للأطفال، عُرِضَ لأول مرة عام 2017 في أمريكا ولقد عُرِضَ على سبيستون في سنة (2019-2020) و، هذا البرنامج هو بطله زومبا هو ذلك الفيل الذي يقضي كل أوقاته مع صديقه كوينسي ومع بعض حيوانات زافاري ويعيش زومبا واصدقائه أروع مغامرات ويجعلون كل شيء يبقى على حاله.

## الأصوات العربية
هبة شالاتي: زومبا
رأفت بازو: كوينسي
مأمون الفرخ: بوكي، إيرنيستو
محمد خير أبو حسون: بابا تشوا
محمد مصطفى: أوسكار
صابرين الورار: كوليت، إليزابيث
رغدة الخطيب: فريك، شان
محمد أيتوني: سبايك، فان
الطفل: بيلار بازو
و
علي قاسم: فراك، بوبا
مروان فرحات: أونطونيو
بثينة شيا: رينالدا
تمت دبلجة المسلسل زافاري من قِبَلْ مركز الزهرة وتم عرضه حصريا ولأول مرة على قناة سبيستون وهو أيضا موجود على تطبيق سبيستون غو

## القصة
يحكي هذا المسلسل عن مجموعة من الحيوانات في غابة زافاري المزدهرة والمدهشة حيث لكل الحيوانات في زافاري شكل وجلد مختلف وخاص ومميز وعلى سبيل المثال زومبا لديه شكل فيل وجلد حمار وحشي وكوينسي لديه شكل قرد وجلد الراكون الأحمر وبوكي لديه شكل زرافة وجلد وريش الطاووس وغيرهم من الحيوانات المتنوعة ويعملون معا وهم يعيشون أحلى مغامرات

## روابط خارجية
- زافاري على موقع IMDb (الإنجليزية)
- زافاري على موقع قاعدة بيانات الفيلم (الإنجليزية)